# Campionati mondiali di nuoto in vasca corta 2024 - 200 metri dorso femminili
La gara dei 200 metri dorso femminili dei campionati mondiali di nuoto in vasca corta 2024 si è svolta il 15 dicembre 2024 presso la Duna Aréna di Budapest.

## Podio
| Pos.    | Atleta             | Nazione     |
| ------- | ------------------ | ----------- |
| Oro     | Regan Smith        | Stati Uniti |
| Argento | Summer McIntosh    | Canada      |
| Bronzo  | Anastasija Škurdaj | NAA         |

## Record
Prima della manifestazione il record del mondo (RM) e il record dei campionati (RC) erano i seguenti.
|  | 1'58"83 | Regan Smith    | 2 novembre 2024 Singapore |
|  | 1'59"23 | Katinka Hosszú | 5 dicembre 2014 Doha      |

Durante la competizione è stato migliorato il seguente record:
|  | 1'58"04 | Regan Smith |

## Programma
| Data             | Ora   | Turno    |
| ---------------- | ----- | -------- |
| 15 dicembre 2024 | 9:46  | Batterie |
| 15 dicembre 2024 | 18:02 | Finale   |

## Risultati

### Batterie
| Pos. | Batteria | Corsia | Atleta                  | Nazionalità                   | Tempo       | Note |
| ---- | -------- | ------ | ----------------------- | ----------------------------- | ----------- | ---- |
| 1    | 3        | 2      | Summer McIntosh         | Canada                        | 2'01"52     | Q    |
| 2    | 4        | 4      | Anastasija Škurdaj      | NAA                           | 2'01"78     | Q    |
| 3    | 5        | 1      | Carmen Weiler           | Spagna                        | 2'02"16     | Q    |
| 4    | 3        | 6      | Phoebe Bacon            | Stati Uniti                   | 2'02"36     | Q    |
| 5    | 5        | 4      | Regan Smith             | Stati Uniti                   | 2'02"42     | Q    |
| 6    | 5        | 5      | Pauline Mahieu          | Francia                       | 2'03"26     | Q    |
| 7    | 3        | 4      | Iona Anderson           | Australia                     | 2'03"57     | Q    |
| 8    | 4        | 6      | Milana Stepanova        | NAB                           | 2'04"62     | Q    |
| 9    | 3        | 5      | Gabriela Georgieva      | Bulgaria                      | 2'04"63     |      |
| 10   | 5        | 8      | Dóra Molnár             | Ungheria                      | 2'04"88     |      |
| 11   | 5        | 3      | Aimi Nagaoka            | Giappone                      | 2'04"91     |      |
| 12   | 3        | 0      | Adela Piskorska         | Polonia                       | 2'05"19     |      |
| 13   | 3        | 9      | Lottie Cullen           | Irlanda                       | 2'05"57     |      |
| 14   | 4        | 5      | Bella Grant             | Australia                     | 2'05"65     |      |
| 15   | 4        | 3      | Aissia Prisecariu       | Romania                       | 2'05"81     |      |
| 16   | 4        | 8      | Regan Rathwell          | Canada                        | 2'05"92     |      |
| 17   | 5        | 2      | Giulia D'Innocenzo      | Italia                        | 2'06"13     |      |
| 18   | 5        | 6      | Zhang Jingyan           | Cina                          | 2'06"37     |      |
| 19   | 4        | 1      | Eszter Szabó-Feltóthy   | Ungheria                      | 2'06"69     |      |
| 20   | 4        | 2      | Emma Godwin             | Nuova Zelanda                 | 2'06"96     |      |
| 21   | 3        | 1      | Xeniya Ignatova         | Kazakistan                    | 2'07"00     |      |
| 22   | 5        | 7      | Iris Julia Berger       | Austria                       | 2'07"05     |      |
| 23   | 3        | 8      | Kristen Romano          | Porto Rico                    | 2'07"60     |      |
| 24   | 4        | 7      | Hannah Pearse           | Sudafrica                     | 2'08"41     |      |
| 25   | 4        | 9      | Justine Murdock         | Lituania                      | 2'08"86     |      |
| 26   | 5        | 0      | Xiandi Chua             | Filippine                     | 2'09"43     |      |
| 27   | 3        | 7      | Cindy Cheung            | Hong Kong                     | 2'09"49     |      |
| 28   | 2        | 5      | Zuri Ferguson           | Trinidad e Tobago             | 2'10"62     |      |
| 29   | 4        | 0      | Alexia Sotomayor        | Perù                          | 2'12"40     |      |
| 30   | 2        | 7      | Laurent Estrada         | Cuba                          | 2'12"78     |      |
| 31   | 2        | 8      | Danielle Titus          | Barbados                      | 2'12"86     |      |
| 32   | 2        | 6      | Anishta Teeluck         | Mauritius                     | 2'14"13     |      |
| 33   | 2        | 2      | Elisabeth Erlendsdóttir | Fær Øer                       | 2'14"24     |      |
| 34   | 5        | 9      | Nika Sharafutdinova     | Ucraina                       | 2'14"86     |      |
| 35   | 2        | 9      | Melissa Diego           | Guatemala                     | 2'15"02     |      |
| 36   | 2        | 1      | Taline Mourad           | Libano                        | 2'16"30     |      |
| 37   | 2        | 4      | Natalia Zaiteva         | Moldavia                      | 2'16"73     |      |
| 38   | 2        | 3      | Ariuntamir Enkh-Amgalan | Mongolia                      | 2'20"37     |      |
| 39   | 2        | 0      | Wong Un Iao             | Macao                         | 2'23"68     |      |
| 40   | 1        | 5      | Marseleima Moss         | Figi                          | 2'24"22     |      |
| 41   | 1        | 4      | Idealy Tendrinavalona   | Madagascar                    | 2'26"25     |      |
| 42   | 1        | 3      | Piper Raho              | Isole Marianne Settentrionali | 2'34"78     |      |
| DNS  | 3        | 3      | Qian Xinan              | Cina                          | Non partita |      |

### Finale
| Pos.    | Corsia | Atleta             | Nazionalità | Tempo   | Note |
| ------- | ------ | ------------------ | ----------- | ------- | ---- |
| Oro     | 2      | Regan Smith        | Stati Uniti | 1'58"04 |      |
| Argento | 4      | Summer McIntosh    | Canada      | 1'59"96 |      |
| Bronzo  | 5      | Anastasija Škurdaj | NAA         | 2'00"56 |      |
| 4       | 6      | Phoebe Bacon       | Stati Uniti | 2'00"76 |      |
| 5       | 3      | Carmen Weiler      | Spagna      | 2'02"26 |      |
| 6       | 7      | Pauline Mahieu     | Francia     | 2'03"21 |      |
| 7       | 1      | Iona Anderson      | Australia   | 2'04"60 |      |
| 8       | 8      | Milana Stepanova   | NAB         | 2'05"06 |      |